# Pierre Six
Pour les articles homonymes, voir Six (homonymie).
Pierre Charles Henri Six, né le 18 janvier 1888 à LILLE et mort le 7 juillet 1916 à Estrées-Mons (Somme), est un footballeur international français évoluant au poste de milieu de terrain.

## Biographie
Pierre Six, champion de France interscolaires avec son lycée havrais, évolue à l'Olympique lillois de 1908 à 1909. Durant l'été 1908, il est le milieu de terrain de l'équipe de France (nommée « France B » car deux équipes de France sont retenues) participant au tournoi de football aux Jeux olympiques d'été de 1908 à Londres. Les Bleus sont éliminés dès le premier tour, défaits par le Danemark sur le score de neuf buts à zéro. Il retourne en 1909 au Havre, son club de cœur.
Lieutenant du 329e régiment d'infanterie lors de la Première Guerre mondiale, il meurt au combat dans la Somme à l'été 1916. «Officier d’un courage et d’un allant admirables, il a entraîné avec le plus grand mépris du danger sa section à l’attaque. Il a pris la tête de son unité à la mort de son commandant, l’a fait progresser sous un feu terrible d’artillerie et de mitrailleuses et a réussi à la maintenir sur les positions conquises. Il a été glorieusement tué à son poste de combat ». 
Cité à l’Ordre de l’armée et de la division, décoré de la Croix de guerre avec palmes et fait chevalier de la Légion d’honneur, son nom a été donné à un terrain de la Cavée-Verte au Havre et à un Challenge d’Avenir, la coupe Pierre-Six. 